# مارك سميث (مؤلف)
مارك سميث (بالإنجليزية: Mark Smith)‏ هو مؤلف أمريكي، ولد في 19 يونيو 1956.